# Maria Aurora Casanovas i Puig
Maria Aurora Casanovas i Puig (Barcelona, 21 de novembre de 1913 – 28 de desembre de 1968) va ser una historiadora del gravat catalana.
Filla del farmacèutic Pere Casanovas i Martí (+1951) i Maria dels Àngels Puig i Deulofeu, acabà el Batxillerat el 1930. L'any 1953, quan ja treballava, va iniciar els estudis superiors a la Facultat de Filosofia i Lletres de la Universitat de Barcelona, tot i que no consta que els acabés. La seva formació, gairebé autodidacta, es completà amb estades formatives als centres i les biblioteques europees més especialitzades. El 1958 obtingué la beca Germain Bazin, que li va permetre conèixer els fons de gravats i els sistemes de classificació de la Biblioteca Nacional de França i del Museu del Louvre, al costat del seu conservador en cap. L'aprenentatge d'aquests models de gestió més rigorosos la va ajudar en la capacitació tècnica d'una especialitat en procés de formació, de la qual fou pionera i esdevingué després un referent.
El mes de gener del 1950 va començar la seva activitat professional a la secció de gravats del Museu d'Art Modern de Barcelona, on dugué a terme tasques de classificació i sistematització, així com de la gestió del fons d'estampes i gravats. Col·laborà en l'obra L'art català –dirigida per Joaquim Folch i Torres i publicada per Aymà el 1955– en l'apartat dedicat a la història del gravat català; hi proporcionava dades documentals sobre molts gravadors molt poc coneguts aleshores i establia fonaments metodològics pioners. Però la seva obra més important són els dos volums del Catálogo de la colección de Grabados de la Biblioteca de El Escorial, apareguts en sengles números de la revista Anales. Boletín de los Museos de Arte de Barcelona [16 (1963-1964); 17 (1965-1966)].

## Obra
- «Catálogo de la colección de grabados de la Biblioteca de El Escorial». Anales. Boletín de los Museos de Arte de Barcelona XVI (1963-1964) p. 1-397; XVII (1965-1966) p. 1-303.. Arxivat de l'original el 2019-08-31. ISSN: 0211-7266 [Consulta: 13 setembre 2019].